# Virgin Australia
Virgin Australia Airlines (tidigare Virgin Blue) är ett australiskt lågprisflygbolag som grundades den 31 augusti 2000 av Richard Branson. Bolaget flyger till 50 destinationer, huvudsakligen i Australien men också bland annat till stora delar av Oceanien och till Asien.